# Гужно (гміна, Гарволінський повіт)
Гміна Гужно (пол. Gmina Górzno) — сільська гміна у центральній Польщі. Належить до Гарволінського повіту Мазовецького воєводства.
Станом на 31 грудня 2011 у гміні проживало 6343 особи.

## Площа
Згідно з даними за 2007 рік площа гміни становила 90.84 км², у тому числі:
- орні землі: 69.00%
- ліси: 27.00%

Таким чином, площа гміни становить 7.07% площі повіту.

## Населення
Станом на 31 грудня 2011:
| Опис     | Загалом | Загалом | Чоловіки | Чоловіки | Жінки | Жінки |
| -------- | ------- | ------- | -------- | -------- | ----- | ----- |
| одиниця  | осіб    | %       | осіб     | %        | осіб  | %     |
| все      | 6343    | 100     | 3176     | 50.07    | 3167  | 49.93 |
| міське   | 0       | 100     | 0        |          | 0     |       |
| сільське | 6343    | 100     | 3176     | 50.07    | 3167  | 49.93 |

## Сусідні гміни
Гміна Гужно межує з такими гмінами: Борове, Гарволін, Гарволін, Желехув, Ласкажев, Мясткув-Косьцельни, Соболев.